# جاك بال
جاك بال (بالإنجليزية: Jack Ball)‏ (13 سبتمبر 1907 في المملكة المتحدة - 1976) هو لاعب كرة قدم بريطاني (وحمل سابقاً جنسية المملكة المتحدة لبريطانيا العظمى وأيرلندا) في مركز الهجوم. لعب مع شيفيلد وينزداي ومانشستر يونايتد ونادي ساوثبورت ونادي لوتون تاون وهدرسفيلد تاون.

## وصلات خارجية
- جاك بال على موقع قاعدة بيانات كرة القدم.إي يو (الإنجليزية)
- جاك بال على موقع عالم كرة القدم.نت (الإنجليزية)